# خورخي فاسكيز (لاعب كرة قدم)
خورخي فاسكيز (بالإسبانية: Jorge Vásquez)‏ هو لاعب كرة قدم سلفادوري في مركز الوسط، ولد في 23 أبريل 1945 في السلفادور. شارك مع منتخب السلفادور لكرة القدم. أما مع النوادي، فقد لعب مع ليمنيو ديبورتيفو ‏.

## وصلات خارجية
- خورخي فاسكيز على موقع الاتحاد الدولي (مؤرشف)  (الإنجليزية)
- خورخي فاسكيز على موقع قاعدة بيانات كرة القدم.إي يو (الإنجليزية)
- خورخي فاسكيز على موقع ناشيونال فوتبول تيمز (الإنجليزية)
- خورخي فاسكيز على موقع Soccerway.com (الإنجليزية)
- خورخي فاسكيز على موقع عالم كرة القدم.نت (الإنجليزية)
- خورخي فاسكيز على موقع اللجنة الأولمبية الدولية (الإنجليزية)
- خورخي فاسكيز على موقع أوليمبيديا (الإنجليزية)